# Hotel Rwanda

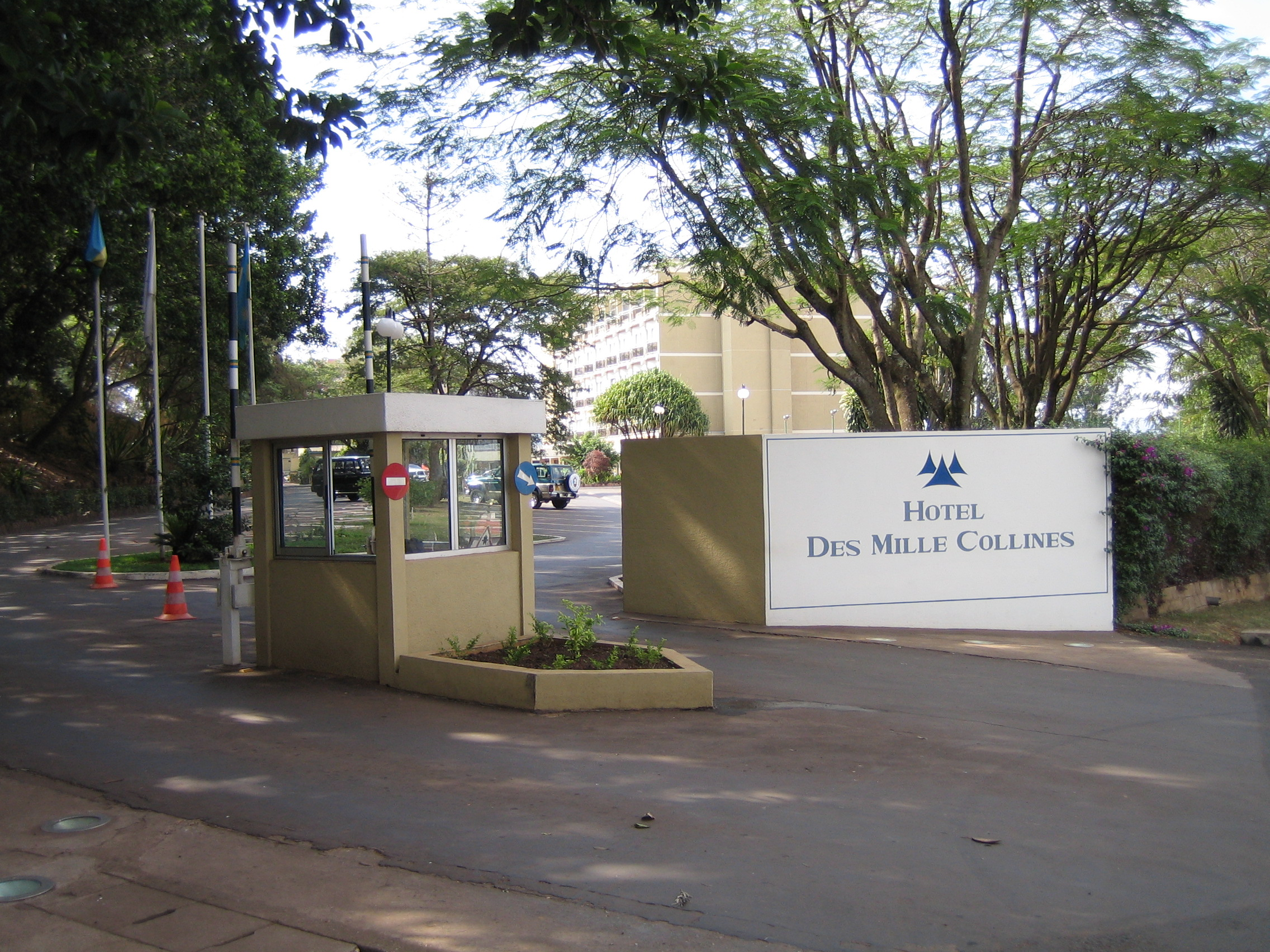
Hôtel des Mille Collines

Hotel Rwanda is een film uit 2004 die zich afspeelt in Rwanda tijdens de dagen van de genocide in 1994. Hij is gebaseerd op het waargebeurde verhaal van Paul Rusesabagina, die destijds als manager van Hôtel des Mille Collines actief was in de Rwandese hoofdstad Kigali. Hotel Rwanda werd genomineerd voor onder meer de Academy Awards voor beste originele scenario, beste hoofdrolspeler (Don Cheadle) en beste bijrolspeelster (Sophie Okonedo).
Hutu Power Radio speelt een belangrijke rol in de film, wat in het echt Radio et Television Libre de Mille Collines was. In de film wordt de troepenmacht van de VN-missie UNAMIR geleid door Colonel Oliver. In werkelijkheid was dit generaal-majoor Roméo Dallaire.

## Rolverdeling
- Don Cheadle - Paul Rusesabagina
- Sophie Okonedo - Tatiana Rusesabagina
- Nick Nolte - Colonel Oliver
- Fana Mokoena - General Bizimungu
- Joaquin Phoenix - Jack Daglish (de cameraman)
- Jean Reno - Sabena-manager
- Desmond Dube - Dube
- Hakeem Kae-Kazim - George Rutagunda